# Muzeum Farmacji im. mgr Antoniny Leśniewskiej

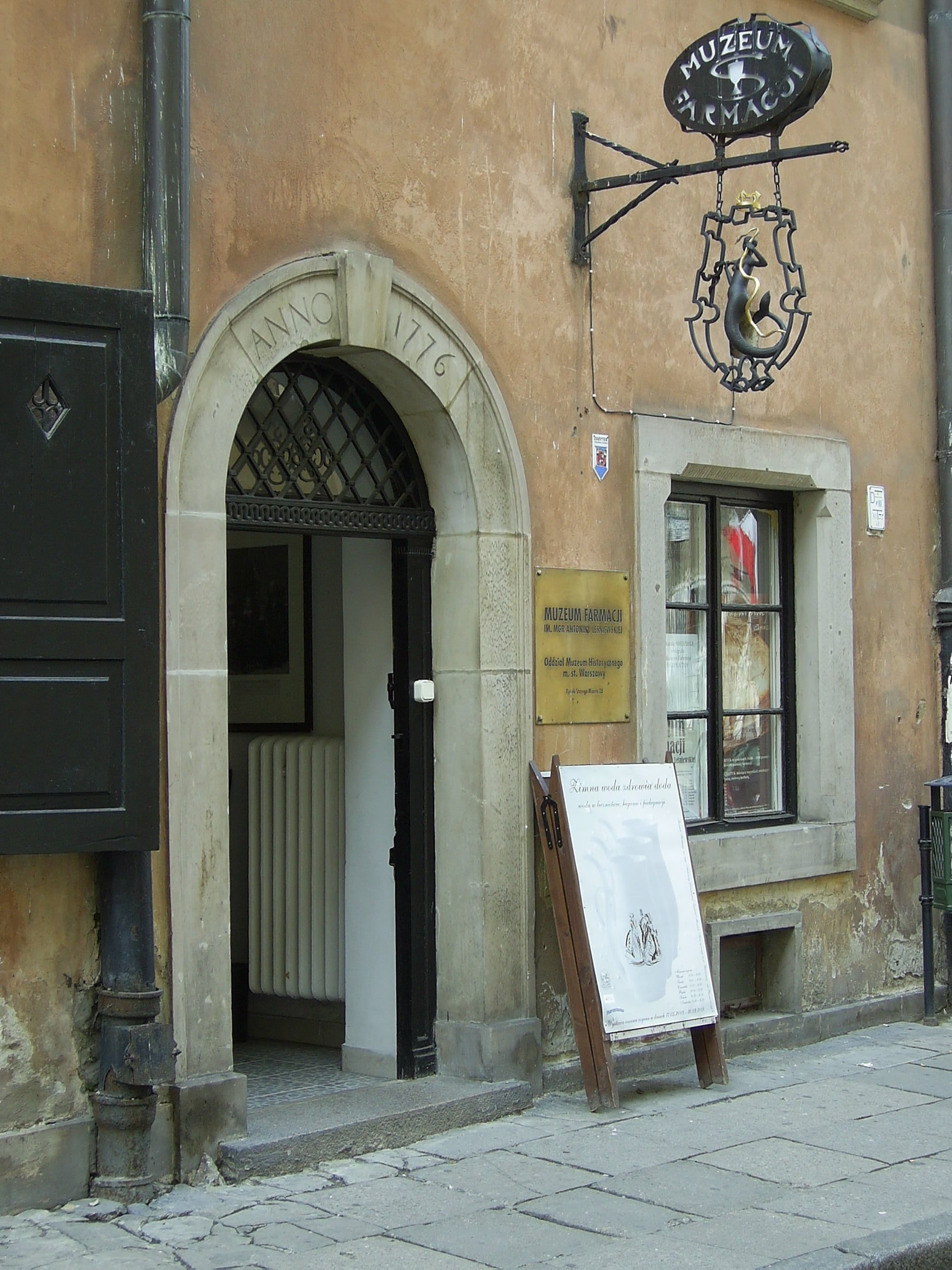
Das Museum im historischen Bürgerhaus an der Ulica Piwna 31/33 in Warschau

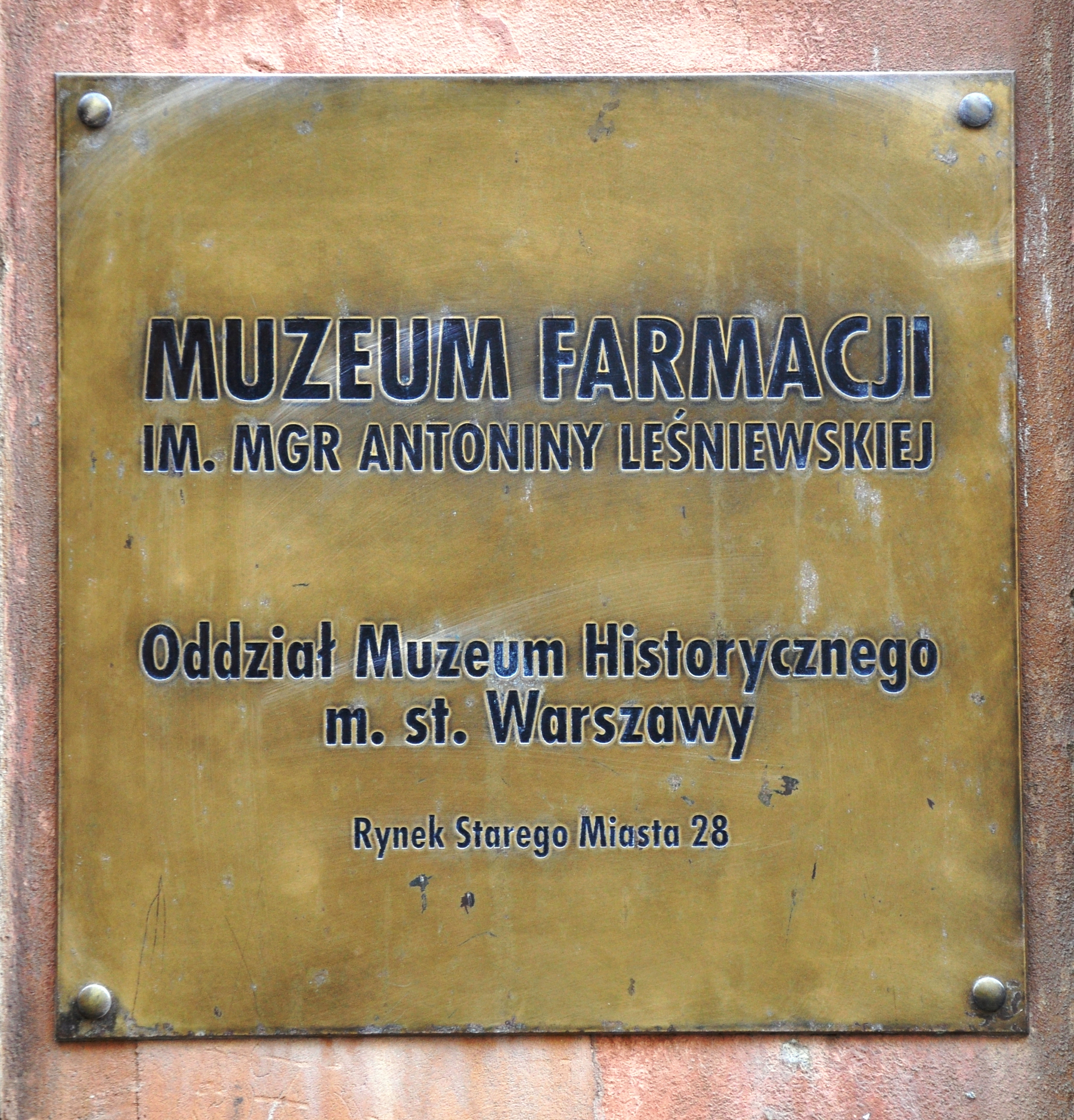
Museumsschild

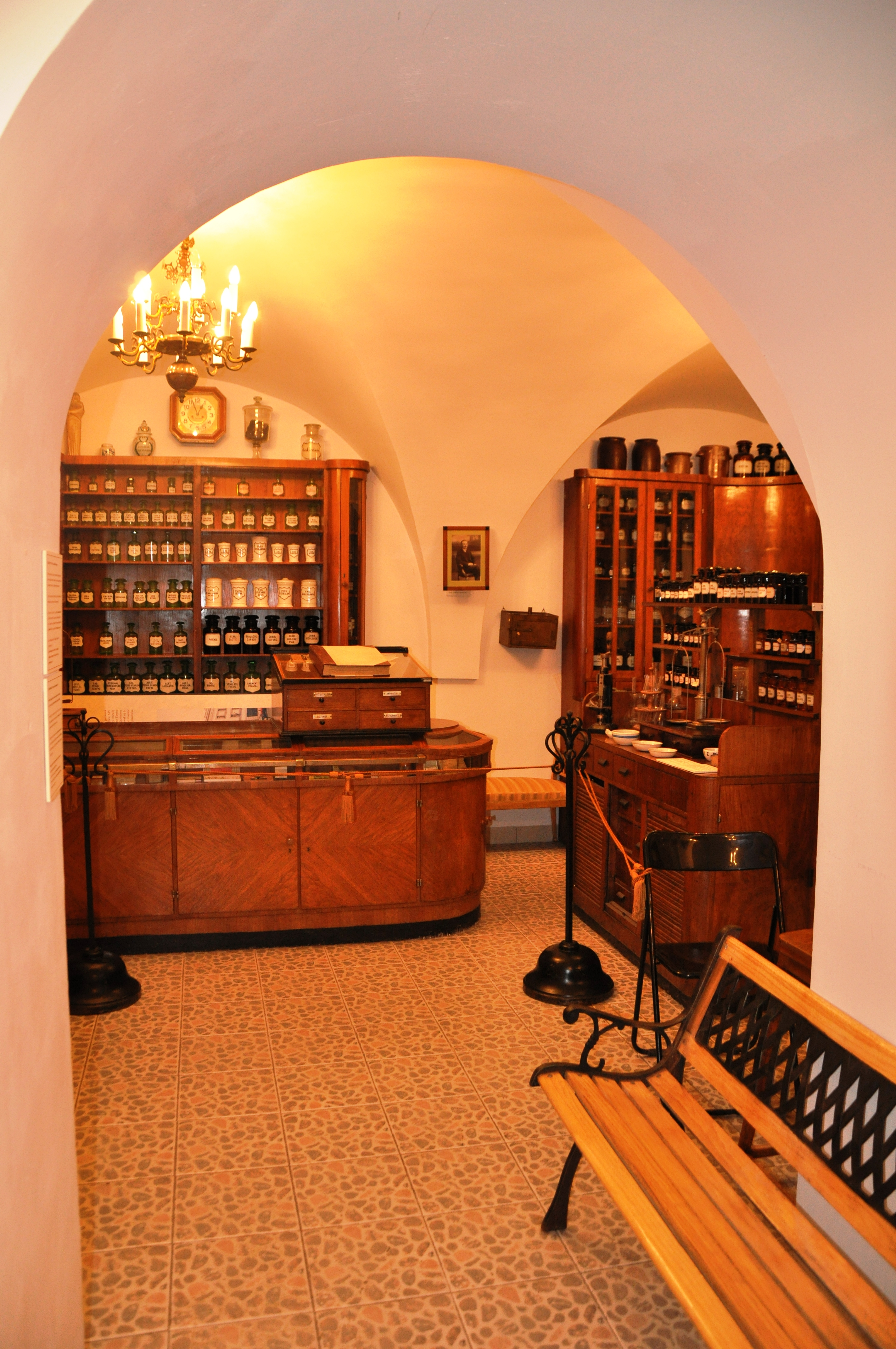
Historische Apothekeneinrichtung

Das Muzeum Farmacji im. mgr Antoniny Leśniewskiej (deutsch: Antonina-Leśniewska-Pharmaziemuseum) befindet sich in der Altstadt von Warschau und ist eine Abteilung des Museums von Warschau. Das Museum ist nach Antonina Leśniewska benannt, einer Pionierin der polnischen Frauenbewegung und der ersten Apothekerin des Landes.

## Geschichte
Auf Initiative von Tadeusz Kikta wurde das Museum am 26. Januar 1985 als Gemeinschaftsprojekt der Warschauer Niederlassung der Polnischen Pharmakologischen Gesellschaft (polnisch: Polskiego Towarzystwa Farmaceutycznego) und des Pharma-Großhandelsunternehmens „Cefarm“ (Warschau) gegründet.
Zunächst befanden sich die Ausstellungsräume des Museums in der Ulica Marszałkowska 72. Im Jahr 1996 erfolgte der Umzug in die Zentrale von „Cefarm“ in der Ulica Skierniewicka 16/20. Seit dem 6. April 2006 befindet sich das Institut in der Ulica Piwna 31/33 in der Warschauer Altstadt. Im Juni 2002 übernahm das Historische Museum von Warschau (2014 umbenannt in Museum von Warschau) die Verwaltung des Pharmazie-Museums. Seit 1996 ist Iwona Arabas Kuratorin des Museums.

## Ausstellung
Die wichtigsten Ausstellungsstücke sind die Einrichtungen von zwei Apotheken aus Wołomin (Apotheke Nr. 245) und Błonie (Stadtapotheke) aus der Zwischenkriegszeit. Daneben werden auch diverse Original-Porzellanteile, Gläser, Kristall-Flaschen und Kartonverpackungen therapeutischer Substanzen gezeigt. Ebenso ist die Laborausstattung einer Apotheke aus Piaseczno von 1973 ausgestellt. Historische Fachbücher und Verzeichnisse ergänzen die Sammlung. Neben der Dauerausstellung werden Sonderausstellungen sowie – vor allem für Kinder – Laborvorführungen veranstaltet.